# 宣化牛奶葡萄

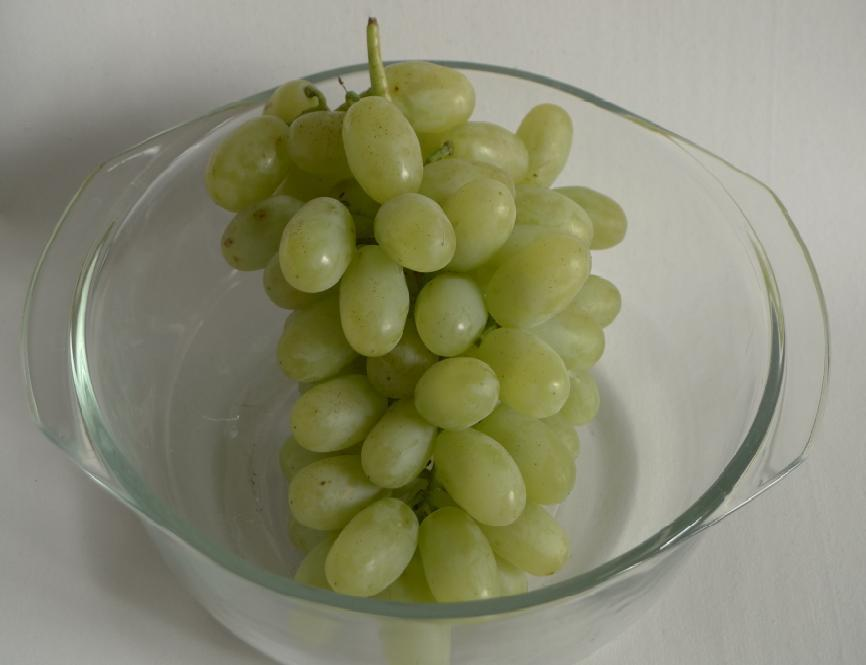
成熟的宣化牛奶葡萄

宣化牛奶葡萄，产于中国河北省张家口市宣化区，粒大、皮薄、肉厚、含糖量高，好的宣化牛奶葡萄据说用刀切开之后不会流汁，宣化牛奶葡萄一般在公历十月一日前后上市。
宣化牛奶葡萄已经有1300多年历史，唐朝开始引进栽培，到辽金时期已经开始形成规模，属欧亚种，东方品种群。由于宣化植被偏少，昼夜温差大，四季分明，降水量偏低，日照充足，特别适合葡萄的生长和糖分的积累，所以好的宣化牛奶葡萄特别的甜。
宣化牛奶葡萄这一商品名称已获得中国国家地理标志保护。